# 尤文圖斯球場
尤文图斯球場（英語：Juventus Stadium）是意大利都靈的一座足球場。現被安联保险公司冠名贊助稱為安聯體育場（Allianz Stadium）。在2009年動工，2011年完工並開始使用，可容納觀眾數41,000人。尤文图斯球場是在尤文图斯之前的主場球場迪爾艾比球場上建設的。尤文图斯球場是全意大利第一座由球會全權擁有的足球場。因為在意大利，足球場通常是由地方當局所擁有。

## 耗资
球場耗資1.05億歐元（约9.66亿人民币）興建而成，2011年9月10日周四正式啟用。

## 季票銷售
尤文图斯過往在奧林匹克球場的入座率偏低，不過在2011年8月已有2.3萬球迷購入2011-12球季的季票，比起2010-11球季增長了56%，足見新球場所帶來的吸引力及不俗的季票銷售情況。

## 設施
尤文图斯的新球場設有41,000個座位，球場優點是不設跑道，令觀眾可以更接近足球場。此外，新球場亦有全意大利最完善的配套設施，包括購物商場及4,000個停車位置。

## 外部連結
- 官方網站 （意大利文）
- Juventus Stadium – Torino （页面存档备份，存于）, Forza Italian Football